# Sonderschule „Hans Marchwitza“
Die Sonderschule „Hans Marchwitza“ des ZK der SED war eine 1973 gegründete Ausbildungsstätte für Kulturpolitiker in der DDR. Der Betrieb wurde 1990 eingestellt.

## Geschichte
Die Sonderschule der SED wurde Anfang der 1970er Jahre im Woltersdorfer Ortsteil Stolp am Kalksee errichtet. Die Sonderschule „Hans Marchwitza“ wurde am 12. März 1973 in Anwesenheit der Witwe von Hans Marchwitza und des Kulturministers Hoffmann eröffnet. Während der Friedlichen Revolution wurden die Akten der Sonderschule sichergestellt und lagern heute im Bundesarchiv.

## Aufgaben
Die SED-Sonderschule diente der Ausbildung von Kulturpolitikern in der DDR. Sie bot Weiterbildungs-, Sonder-, Fernstudien- und Lehrgänge für Kultur- und Kunstschaffende, Kulturattachés an.

## Mitarbeiter
- Gerd Rossow, Leiter seit der Gründung